# Георги Стоилков
Георги Стоилков (Стоилов) Стоилков е български военен деец, полковник, участник в Първата световна война (1915 – 1918), командир на 13-и пехотен рилски полк (1921 – 1922), 10-и родопски пехотен полк, 3-ти пехотен бдински полк и 18-и пехотен етърски полк (1931 – 1932).

## Биография
Георги Стоилков е роден на 19 април 1881 г. в с. Ярловци, Трънско. Постъпва на военна служба на 21 септември 1897 година. През 1902 г. завършва Военно на Негово Княжеско Височество училище в 23-ти випуск и е произведен в чин подпоручик. През 1905 г. е произведен в чин поручик, през 1901 в чин капитан, на 5 декември 1916 в чин майор, на 1 април 1919 в чин подполковник и на 5 май 1925 в чин полковник. Като капитан командва 16-а картеча рота от 13-и пехотен рилски полк, след което като майор е командир на 1-ва дружина от същия полк.
Георги Стоилков заема последователно длъжностите дружинен командир в 13-и пехотен рилски полк, помощник полкови интендант в 7-и пехотен преславски полк, както и командир на 13-и пехотен рилски полк (25 септември 1921 – 17 декември 1922), 10-и пехотен родопски полк и 3-ти пехотен бдински полк. След това служи като домакин и комендант в Министерството на войната, от 1929 г. служи в канцеларията, а от следващата година е началник на инспекторската служба. По-късно командва 18-и пехотен полк (26 август 1931 – 27 май 1932), след което през 1932 г. е на служба в канцеларията на министъра и същата година преминава в запаса.

## Военни звания
- Подпоручик (1902)
- Поручик (1905)
- Капитан (1909)
- Майор (5 декември 1916)
- Подполковник (1 април 1919)
- Полковник (5 май 1925)

## Награди
- Възпоменателен кръст „За независимостта на България 1908 година“ (1910)
- Военен орден „За храброст“ IV степен 2 клас (1913)
- Царски орден „Св. Александър“ IV степен (1914)
- Народен орден „За военна заслуга“ V степен (1917)